# Интертрансавто
ИНТЕРТРАНСАВТО — международная транспортная компания, осуществляющая грузоперевозки на территории Европы, России, Азии. Центральный офис расположен в Дзержинске, Республика Беларусь.

## История
Компания была создана в 2000 году. Сначала автопарк состоял из трех подержанных микроавтобусов, за 20 лет увеличился до 350 грузовиков. Штат — больше 1000 человек. Офисы — в Республике Беларусь, России, Казахстане, Узбекистане. Основная специализация компании — сборные перевозки. Производственная база и СТО база — в городе Дзержинск, Минская область, Республика Беларусь. В компании разработали систему слежения за перемещением грузовых машин, которая позволяет автоматически отправлять отчет об их местонахождении. Во время кризиса 2009 года антикризисная программа руководителя компании Андрея Смоляра была признана лучшей в СНГ для грузоперевозчиков и дала возможность работать с 30-процентной рентабельностью. В настоящем средний рост доходов и чистой прибыли предприятия в сравнении с 2013 годом вырос на 16 %, и составил 157 040 591 027 белорусских рублей. В 2016 году введен в эксплуатацию терминал типа "кросс-док". Он позволяет перегружать сборные грузы без личного участия работников таможенных органов.

## Подготовка кадров
Средний возраст водителей-международников — 50 лет, в предыдущие годы в отрасли ощущалась нехватка кадров. В Республике Беларусь не было ни одного учебного заведения, где бы готовили водителей для международных транспортных компаний. Кроме водительского удостоверения категории Е, водитель-международник должен владеть английским и немецким языками, знать правила перевозки грузов, таможенную конвенцию, правила служебного этикета. Андрей Смоляр предложил внедрить гибкую систему подготовки и переподготовки водителей-международников в соответствии с потребностями белорусской экономики. Инициатива была вынесена на обсуждение IV Всебелорусского народного собрания, и была включена в Программу социально-экономического развития Республики Беларусь на 2011—2015 годы. Получить профессию водителя-международника можно в Дзержинске, Столбцах и других регионах Минщины.

## Ассоциации
ООО «ИНТЕРТРАНСАВТО» и ЧТЭУП «Интертрансэкспедиция» — члены Международной федерации экспедиторских ассоциаций «FIATA». «ИНТЕРТРАНСАВТО» — член ассоциации международных экспедиторов и логистики «БАМЭ». Член Ассоциации международных автомобильных перевозчиков «БАМАП», Международного Союза Автомобильного Транспорта «IRU», Союза Международных Автомобильных Перевозчиков Республики Казахстан «КазАТО». В 2010 «ИНТЕРТРАНСАВТО» получила одобрение Генерального секретаря ООН господина Пан ги Муна, организация стала участником Глобального Договора ООН.

## Награды
В 2011 году компания стала лучшим транспортным предприятием Евразии в категории больше 50 машин. 5 июля 2011 Президент Беларуси Александр Лукашенко подписал указ № 307 "О победителях и лауреатах республиканского конкурса «Лучший предприниматель 2010 года». ЧТУЭП «Интертрансэкспедиция» дважды становилось лучшим предпринимателем-экспортером.
«ИНТЕРТРАНСАВТО» признана «Лучшим международным автомобильным перевозчиком» по результатам 2008, 2009, 2010, 2014, 2017, 2018, 2019 годов 
2011 год — председатель Совета директоров Андрей Смоляр признан лучшим топ-менеджером Международного Союза автомобильного транспорта (IRU)
Председатель совета директоров «ИНТЕРТРАНСАВТО» Андрей Смоляр стал лауреатом конкурса «Человек дела-2014» в номинации «За весомый вклад в развитие внешнеэкономических связей Беларуси».
Впервые водитель-дальнобойщик стал лауреатом специальной премии Миноблисполкома «Человек года Минщины». Им стал водитель «ИНТЕРТРАНСАВТО» Олег Ермоленко.
В январе 2014 года Международный союз автомобильного транспорта отметил водителей из 23 стран за безупречное вождение. Среди них были 6 сотрудников «ИНТЕРТРАНСАВТО».
В 2015 году компания прошла сертификацию SQAS с результатом в 60 баллов — наивысший показатель в сегменте грузоперевозок опасных грузов в Беларуси.
В 2017 году получена вторая награда «Лучший международный автоперевозчик Евразии» в категории свыше 50 автомобилей. После победы повторно участвовать в конкурсе можно только через пять лет.